# Серт, Мися
Мария-София-Ольга-Зинаида (Киприановна) Годебская (пол. Maria Zofia Olga Zenajda Godebska), более известная как Мися Серт (фр. Misia Sert, 30 марта 1872, Царское село — 15 октября 1950, Париж) — французская пианистка польского происхождения, хозяйка литературного и музыкального салона, модель известных художников, мемуаристка.

## Биография
Родилась в Царском Селе, где её отец, будучи профессором императорской Академии художеств, участвовал в проекте реставрации императорского дворца. Дочь польского скульптора Киприана Годебского (1835—1909), внучка писателя Ксаверия Годебского и правнучка поэта Циприана Годебского. Мать — София Серве, русско-бельгийского происхождения, дочь бельгийского виолончелиста и композитора Франсуа Серве, памятник которому, работы К. Годебского, установлен в бельгийском городе Халле.
Мать умерла при родах Марии. В детстве Мися (уменьшительная форма от имени Мария) до 10 лет жила в Брюсселе, где воспитывалась своей бельгийской бабушкой, близкой к королевскому двору. Среди друзей семьи был Ференц Лист.
В 1882 году её отдали на воспитание в Париж, в монастырь Святого Сердца Иисусова.
В 1890 году она уехала в Лондон, где давала уроки фортепиано, но вскоре вернулась в Париж. Здесь её исполнением заинтересовался Габриэль Форе. Композитор стал её наставником, направлял к ней учеников. Первый сольный концерт Миси стал заметным парижским событием.
В 1893 году она вышла замуж за своего кузена Фаддея Адамовича Натансона, сына банкира из Варшавы, польско-русского происхождения, основателя и главного редактора художественного журнала La Revue blanche.

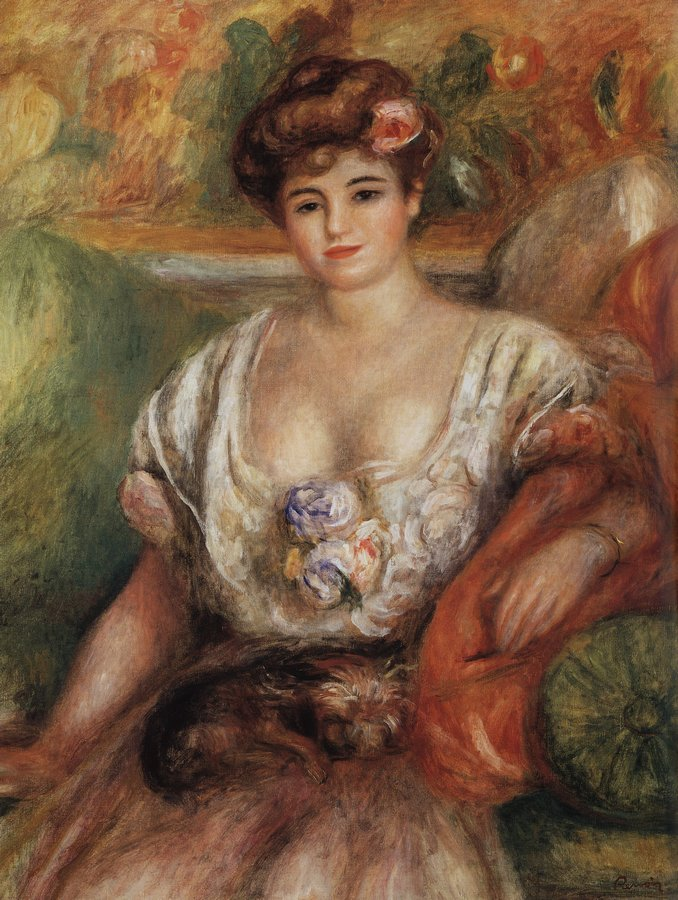
Портрет кисти Ренуара (ок. 1906)

В 1905 году стала женой магната, основателя газеты Le Matin Альфреда Эдвардса. Жила вместе с мужем в квартире на ул. Риволи, с видом на дворец Тюильри. Развелась с Альфредом Эдвардсом в 1909 году.
В 1914 году вышла замуж в третий раз за каталонского художника Хосе Мария Серта (1874—1945), наследника большого состояния. Жила в Париже и в Венеции, на протяжении многих лет была хозяйкой известного парижского салона.
Серт и её подруга Коко Шанель были последними, кто посетил Сергея Дягилева накануне его смерти 19 августа 1929 года. Они же оплатили похороны на острове Сан-Микеле, так как ни у покойного, ни у бывшего при нём Сергея Лифаря не было при себе денег.
В 1928 году Хосе Серт развёлся с женой и женился на своей ученице, Русудан Захарьевне Мдивани (1905—1938). Она была дочерью полковника Захария Мдивани и Елизаветы Викторовны Соболевской. Её братья Алексей, Сергей и Давид, называя себя «князьями», были более известны как Marrying Mdivanis — группа брачных аферистов, женившихся на богатых наследницах. В течение многих лет Мися Серт, Хосе Серт и Русудан Мдивани жили втроём (Русудан умерла от туберкулёза в 1938 году, Хосе Серт — в 1945-м).
Мися Серт пережила немецкую оккупацию в Париже в годы Второй мировой войны. Умерла в октябре 1950 года.

## Салон Миси Серт

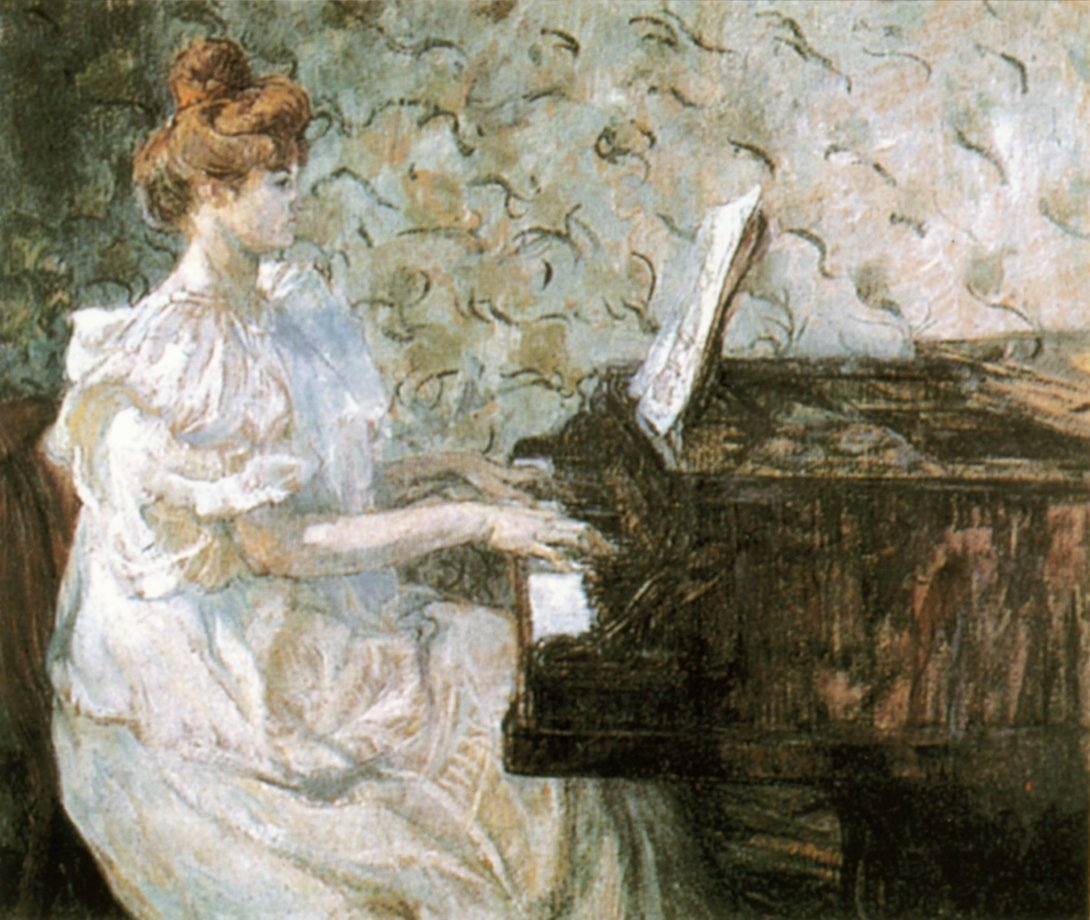
Тулуз-Лотрек. Мися за фортепиано (1897)

Имя Мися Серт было на слуху в Париже 1900—1920-х годов, она была известна как подруга и покровительница художников, поэтов, композиторов, как щедрая меценатка, связанная тесной дружбой с Сергеем Дягилевым.
Известны десятки портретов Миси, написанных О. Ренуаром, А. Тулуз-Лотреком, П. Боннаром, Э. Вюйаром, Ф. Валлотоном и другими художниками. Среди друзей Миcи были Пабло Пикассо, Жан Кокто и Серж Лифарь. Жан Ренуар, знакомый с ней ещё с тех пор когда она позировала его отцу, писал о её артистических знакомствах и связях:
Она испытала настоящую нищету, ей приходилось ночевать на скамьях в городских парках, была богата так, что не знала размеров свoero состояния, выходила несколько раз замуж, дружила со всеми талантливыми представителями литературы и искусства, и это в годы, когда Париж не ведал счёта талантам. Её друзьями были Боннар и Дебюсси, Малларме и Ренуар. Она была замужем за Шарко, близка с Бертло, вдохновляла Дягилева, который говорил, что без Миссии не было бы русского балета в Париже. При том что её прошлоrо хватило бы на десять полноценных жизней, она сохраняла девичий облик.
Морис Равель, которого Мися познакомила с Дягилевым, заказавшим композитору балет «Дафнис и Хлоя», посвятил ей пьесы «Лебедь» и «Вальс». В 2008 году музыковед Давид Ламаз обнаружил в нескольких сочинениях Равеля зашифрованное имя Миси Годебской. Мисе Эдвардс — Серт посвятили свои сочинения И. Стравинский и Ф. Пуленк, так характеризовавшей Мисю «…приятельница Дягилева мадам Мися Серт, портреты которой писали Лотрек, Боннар, Ренуар, она была другом Малларме, другом всех на свете и Эгерией Дягилева…».
Поэты С. Малларме и П. Верлен посвящали ей стихи. Стала прообразом героини романа Ж. Кокто «Самозванец Тома» и двух персонажей романа М. Пруста «В поисках утраченного времени» (княгини Юрбелетьевой и мадам Вердюрен). Журналисты назвали Мисю «королевой Парижа», а Поль Моран — «пожирательницей влюбленных в неё гениев». Её близкими подругами были писательница Колетт и Коко Шанель, для которой Мися была неисчерпаемым источником вдохновения и подражания.
- Жорж Батай
- Поль Валери
- Феликс Валлотон
- Саша Гитри
- Клод Дебюсси
- Гуго фон Гофмансталь
- Пьер Дрие ла Рошель
- Макс Жакоб
- Альфред Жарри
- Андре Жид
- Эмиль Золя
- Энрико Карузо
- Поль Клодель
- Аристид Майоль
- Стефан Малларме
- Жан Маре
- Роже Мартен дю Гар
- Морис Метерлинк
- Робер де Монтескью
- Поль Моран
- Вацлав Нижинский
- Жорж Орик
- Марсель Пруст
- Пьер Реверди
- Режан
- Жюль Ренар
- Анри де Ренье
- Сен-Жон Перс
- Жермена Тайфер
- Артур Рубинштейн
- Эрик Сати
- Леон-Поль Фарг

В 1920 году в гостиной Миси Морис Равель представлял первый вариант «Вальса» Дягилеву, Стравинскому и Пуленку. Дягилеву вещь не понравилась, Стравинский промолчал. По свидетельству Пуленка (1963), Равель забрал партитуру, покинул комнату и больше никогда не сотрудничал ни с Дягилевым, ни со Стравинским.

## Образ в искусстве
- Портреты Миси писали Огюст Ренуар, Пьер Боннар, Одилон Редон, Анри де Тулуз-Лотрек, Феликс Валлотон, Эдуар Вюйяр.
- Она стала прототипом героинь Марселя Пруста и Жана Кокто.
- Её жизни посвящены романы Феликса Лютцкендорфа (1981) и Йолен Трамбле (1988).
- В 1994 году британский модельер Джон Гальяно посвятил ей коллекцию женской одежды весна/лето—1995.
- В фильме Яна Кунена «Коко Шанель и Игорь Стравинский» (2009) роль Миси исполнила французская актриса Наташа Ленденже.
- В 2015 году компания «Шанель» в коллекции Les Exclusifs de Chanel выпустила аромат Misia.